# 宝珠镇
宝珠镇，是中华人民共和国广东省云浮市郁南县下辖的一个乡镇级行政单位。

## 行政区划
宝珠镇下辖以下地区：
宝珠社区、庞寨村、宝珠村、大林村、大用村和大社村。